# Xoria
Xoria é um gênero de traça pertencente à família Arctiidae.